# ポストン戦争強制収容センター
ポストン戦争強制収容センター（英語: Poston War Relocation Center、直訳: ポストン戦時転住センター）は、アメリカ合衆国アリゾナ州ユマ郡（現ラパズ郡）に存在した、戦時転住局運営の日系アメリカ人収容所のひとつ。日系人の間では「保寿屯」の表記が当てられる事もあった。
- 運営：1942年-1945年
- 人口：17,814（1942年9月）
- コロラド川が西方3マイル (4.8km) に流れる。
- インディアン事務局がコロラド川インディアン居留地（英語版）内に建設。
- 3マイルおきに3棟。被抑留者はそれぞれの建物が位置した砂漠に因んで、Roasten, Toastin, Dustin（焼かれたという意味のローストやトースト、砂埃という意味の単語との語呂合わせ）と命名した。

## 生活
農業、畜産、ボーイスカウト、スポーツ、仕事、建物の建設（材木及び日干しレンガ）

## 被収容者
- ドリス・マツイ - アメリカ合衆国下院議員
- イサム・ノグチ - 芸術家
- ヒデオ・ササキ - 造園家・ランドスケープアーキテクト
- シンキチ・タジリ - 彫刻家
- 島田テル - 俳優
- タク・フジモト[1] - 映画監督
- 平山智[2] - プロ野球選手
- ヒサエ・ヤマモト[3] - 作家
- ワカコ・ヤマウチ[3] - 劇作家・小説家
- 城戸三郎 - 弁護士・第7代JACL会長

## 参照
- A. A. Hansen and B. K. Mitson, 1974. Voices Long Silent: An Oral Inquiry into the Japanese Evacuation.  This study and many others interviewing former internees at several relocation centers are part of the research of the Japanese American World War II Evacuation History Project, at California State University, Fullerton. Professor Hansen has published extensively in this research arena.
- For a historical interpretation by a tribal member of the Colorado River Indian Reservation, see his chapter on Poston: Dwight Lomayesva, 1981. “The Adaptation of Hopi and Navajo Colonists on the Colorado River Indian Reservation,” Master of Social Sciences Thesis (Fullerton, CA: California State University, Fullerton).
- The Governing of Men, Alexander H. Leighton, 1945